# Yang Reh
Yang Reh là một xã thuộc huyện Krông Bông, tỉnh Đắk Lắk, Việt Nam.
Xã có diện tích 29,39 km², dân số năm 2002 là 4110 người, mật độ dân số đạt 140 người/km².